# Nie mam dla ciebie miłości
Nie mam dla ciebie miłości – singel zapowiadający Brzask czyli drugi album studyjny Skubasa. Został wydany przez Kayax w maju 2014. Piosenka powstała tuż po wydaniu debiutanckiej płyty Wilczełyko i zdobyła dość dużą aprobatę publiczności grana na koncertach jeszcze przed wydaniem. Miks wykonał Adam Toczko.
W 2022 w ramach projektu „Kayax XX Rework” z okazji 20-lecia wytwórni Kayax została wydana nowa wersja utworu w wykonaniu Julii Wieniawy i w aranżacji Kuby Karasia.

## Notowania
- Lista przebojów Programu Trzeciego: 1[3]
- Lista przebojów z charakterem Radia RDC: 2[4]
- Lista przebojów UWUEMKA Radia UWM FM: 4[5]
- Mniej Więcej Lista Radia Zachód: 13[6]

## Teledysk
W reżyserii Macieja Bielińskiego powstał obraz z udziałem Skubasa, medalisty olimpijskiego i mistrza Polski w boksie Krzysztofa Kosedowskiego, młodych bokserów z warszawskiej szkoły Akademia Walki oraz autorki tekstów na płycie Skubasa – Basi „Flow” Adamczyk. Operatorem kamer był Bartosz Nalazek, znany z pracy przy filmach fabularnych Czas wojny i Lincoln. Teledysk opublikowano 19 maja 2014 w serwisie YouTube.

## Nagrody i wyróżnienia
- „Singiel Roku 2014” według portalu musicis.pl: 2. miejsce[9]